# 하데스에 대한 그리스인과의 담화
《하데스에 관한 그리스인과의 담화》는 로마의 히폴리토스의 작품으로 여겨지는 짧은 논문이다. 《하데스에 관한 요세푸스의 담화》라고도 알려져 있는데, 현재는 히폴리토스의 작품으로 (적어도 원래의 형태로) 믿어지고 있지만 적어도 9세기 이후부터 유대인 역사가에게 잘못 귀속되었기 때문이다. 윌리엄 휘스턴의 요세푸스 번역에 처음 실렸다. 휘스턴의 번역이 퍼블릭 도메인에 있기 때문에, 그것은 그 잘못된 귀속성에 대해 전혀 주목하지 않고 요셉푸스의 저작의 오늘날 많은 영문판에 등장한다.

## 개요
이 작품은 저자의 후세에 대한 견해를 당대의 '그리스인'(즉, 그리스-로마인)의 지배적인 견해에 반하여 서술하고 있다. 라고 단언한다.
"...하데스는 세상이 규칙적으로 끝나지 않은 곳이며, 이 세상의 빛이 비치지 않는 어둠의 지역이다. 이 지역으로부터 빛이 비치지 않는 것은 있을 수 없고 영원한 어둠이 지역에서는 빛이 비치지 않는다. 이 지역은 천사를 보호자로 임명하고, 그들에게 임시로 벌을 주는 영혼의 보호처로 지정되어 모든 사람의 행동과 예절에 합당한 곳으로 지정되어 있다."
저자는 하데스가 최후의 심판일을 위해 하느님께서 준비해주신 '점화할 수 없는 불의 호수'를 가지고 있다고 묘사한다. 그러나, 정의롭지 못한 죽음과 정의롭지 못한 죽음 둘 다 하데스의 다른 분리된 부분에 갇혀 있다; 모든 것은 "숙주와 함께 대천사"가 지키고 있는 대문을 통과하고, 단지 오른손에 있는 아브라함의 품이라고 불리는 빛의 영역을 향해 인도된다. 불의한 자들은 천사들에 의해 왼손 쪽으로 격렬하게 강요되어 불이 특징인 곳으로 옮겨붙어 '뜨거운 증기'를 뿜어내는 곳으로, 그 곳에서는 정의는 볼 수 있지만 장벽 역할을 하는 '깊고 큰 카오스' 때문에 지나갈 수 없다.
저자는 하느님께서 말씀하시는 그리스인들이 죽은 자들을 부활시켜 그들의 육체를 다시 일으켜 세우고 그들의 영혼을 다른 육체로 변화시키지 않을 것이라고 확신하고 있다. 그는 사체를 뿌린 씨앗과 "다시 형성되기 위해, 도예의 용광로"에 주조된 물질에 비유하면서, 신이 이렇게 할 수 있다고 주장한다. 저자는 순전히 부활한 그들의 몸으로 옷을 입으면 정의로운 사람들은 더 이상 질병이나 불행의 대상이 되지 않을 것이라고 말한다. 반대로 억울한 자는 본래의 병을 비롯한 신체를 변변히 받들게 된다. (정의롭고 불공평한) 모든 것은 심판관으로 올 예수 그리스도 앞에 이르게 될 것이다; 저자는 그리스인들이 저승의 심판자라고 믿었던 미노스와 라다만티스를 인류의 운명의 중재자로 특별히 해임한다. 그 대신에 그리스도께서는 '모든 사람을 향한 아버지의 의로운 심판'을 행하시며, 의로운 사람을 위한 영원한 기쁨과 함께 영원한 벌을 내리실 것이다. 저자는 청중들에게 정의의 보상에 참여하기 위해 하느님을 믿으라고 권한다.
마지막 단락은 "어떤 식으로든 너를 찾을 것이다, 그 안에서 내가 너를 전적으로 심판할 것이다"라는 그리스도의 주장을 인용하는데, 이 말은 만약 도덕적인 삶을 사는 사람이 죄에 빠지면, 그의 미덕은 처벌을 면하지 못할 것이며, 반면에 제때에 회개한 악인은 여전히 "혐오로부터" 회복될 수 있다고 주장하기 위해 사용된다.

## 성경 참조
"담회"에는 신약성경에 대한 많은 언급이 있다. 예를 들어, 정의롭고 정의롭지 못한 자의 분열은 마태오 복음서 25:32–33Template:Bibleverse with invalid book을 제시하고, 아브라함의 품과 "카오스"에 대한 언급은 분명히 부자와 나사로 이야기와 관련이 있다 (루가 복음서 16:19–31Template:Bibleverse with invalid book) 심은 씨앗에 대한 육체의 비교는 고린토 1서 15:37–38Template:Bibleverse with invalid book; 을 회상하며, 모든 심판을 행한다. 그리스도는 요한 복음서 5:22Template:Bibleverse with invalid book. 에 나온다. 이러한 언급 중 몇 가지는 윌리엄 휘스턴이 요세푸스가 작가라는 것을 증명하려는 논문에서 언급하고 있다(아래 참조)

## 원작자
그의 요셉푸스 번역본 부록의 일부인 "논문 6"에서 윌리엄 휘스턴은 이 "담화"의 본문을 그리스어로 인쇄했고, 이 작품이 요세푸스가 "예루살렘의 주교였을 때 미리 준비했거나 쓴 작품"이라고 주장했다.
그러나, 일반적으로 여전히 휘스턴의 요세푸스 판에 재인쇄되어 있지만, 후대의 학자들은 이러한 귀속은 옳지 않다는 것을 깨달았다. 이 짧은 담론은 적어도 원래의 형태로는 이제 교회 주교 히폴리투스.에게 귀속된다. 포티오스가 자신의 비블리오테카[3]에 기록한 요세푸스에 대한 귀속은 고대로도 문제없이 서 있지 않았고, '담화' 역시 카이우스, 로마 사제, 유스티노 순교자, 이레네우스에게 귀속되었다.
우리는 이제 히폴리투스가 "Against Plato, the Cause of the University"라는 제목으로 반-니케아 교부들의 제5권에 발표한 작품이 요세푸스에게 귀속된 "담화"와 본질적으로 같은 작품이라는 것을 알게 되었다. 이 히폴리투스 작품은 사실 "그리스인 반대"라는 제목의 더 오랜 논문에서 나온 단편이다. 그러나 히폴리토스판과 요세푸스의 이름으로 통과된 판, 특히 마지막 "요셉푸스" 단락에는 약간의 차이가 있다. 여기에는 위에 언급된 "어떤 방법으로든 내가 너를 찾을 것"이라는 인용문이 포함되어 있는데, 이는 반-니케아의 교부들에서 주어진 히폴리투스의 단편에는 없지만, 트라이포와의 유스티노 순교자의 대화(47장)에도 나타나는데, 이 인용문은 예수에게도 기인한다.

## 같이 보기
- 요세푸스의 예수